# كعكة ملفوفة
كعكة ملفوفة بالورق نوع من الكعك الصيني. هي واحدة من أكثر المعجنات شيوعًا التي في هونغ كونغ . يمكن العثور عليها أيضًا في معظم متاجر مخابز الحي الصيني. هي كعكة شيفون في جوهرها مخبوزة في كوب ورقي.

## التحضير
يُبخّر الكعك الملفوف المحضر تقليديا في مقلاة صينية، أما الكعك الإسفنجي الصيني الأمريكي فيُخبز في الفرن. يحضر عبر فصل المُحّ والآخ في البيض وخفقهما بشكل منفصل أيضًا.

## القوام
تُحضر وتقدم ملفوفة في مربعات من ورق البرشمان. يتميز الكعك الصيني المغلف بالورق بسطح خارجي بني ذهبي عميق وخفيف من الداخل. يقترن الملمس الدقيق بحلاوة خفية ما يسمح بتقديمها كما هي. 